# Breda Ba.92
Il Breda Ba.92 era un monomotore biplano da addestramento acrobatico monoposto, sviluppato dall'azienda italiana Società Italiana Ernesto Breda nei tardi anni trenta e rimasto allo stadio progettuale.
Destinato a sostituire i precedenti Ba.25 e Ba.28 nelle scuole di pilotaggio acrobatico, del velivolo rimangono solo i dati progettuali e le foto del modello destinato alla galleria del vento.

## Storia

### Sviluppo
Verso la fine del 1937 l'ufficio studi della Breda Aeronautica decise di progettare un nuovo velivolo destinato all'addestramento avanzato e dotato di caratteristiche acrobatiche. Nelle intenzioni dell'azienda vi era di dare una continuità allo sviluppo dei precedenti Ba.25, Ba.26 e Ba.28 mantenendo l'impostazione generale dei precedenti modelli riproponendo la struttura a tecnica mista. Oltre un affinamento generale dell'aerodinamica il nuovo modello, che assunse la designazione aziendale 92, integrava soluzioni tecniche che gli permettesse il volo rovesciato.
Nel giugno 1938 venne condotta una serie di prove nella galleria del vento presso la Direzione Superiore Studi ed Esperienze di Guidonia con un modello in scala 1:12. I risultati evidenziarono alcuni problemi; a pieno carico risultò in condizioni di equilibrio indifferente, caratteristica negativa ovviabile con una riprogettazione dell'impennaggio pur a scapito della maneggevolezza.
Il progetto però non ebbe seguito e lo sviluppo del modello venne interrotto.

### Pubblicazioni
- Aerofan nr.3/78